# Huvudfacelia
Huvudfacelia (Phacelia congesta) är en strävbladig växtart som beskrevs av William Jackson Hooker. Huvudfacelia ingår i faceliasläktet som ingår i familjen strävbladiga växter. Arten förekommer tillfälligt i Sverige, men reproducerar sig inte. Inga underarter finns listade i Catalogue of Life.

## Bildgalleri

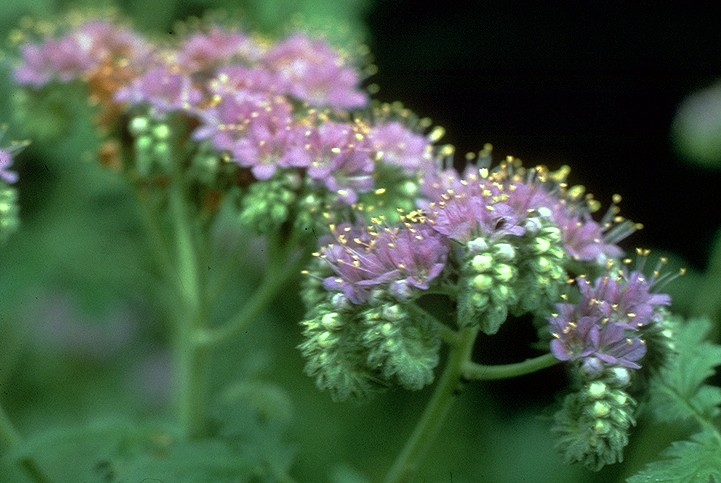
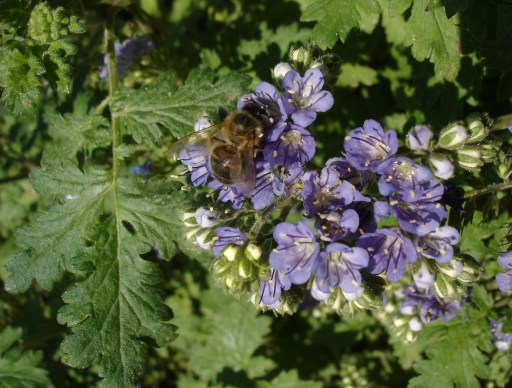